# Гвами, Джозеффо
Джозеффо Гвами, или Гуа́ми (итал. Gioseffo Guami, также упоминается как Джузеппе, итал. Giuseppe и как Гвамми, итал. Guammi, также Джозеффo да Лукка, итал. Gioseffo da Lucca; крещение 27 января 1542, Лукка — конец 1611 или первые дни 1612, Лукка) — итальянский композитор и органист. Автор мадригалов и инструментальной музыки, считался одним из крупнейших итальянских органистов конца XVI века. Учитель (орган и композиция) Адриано Банкьери.

## Биография
Джозеффо Гвами, сын Доменико, родился в городе Лукка, вероятно, в 1542 году и был крещён 27 января того же года. Он является старшим братом лукского композитора Франческо Гвами, который был крещен через год после Джозеффо, 10 февраля 1543 года. Семья происходила из Гвамо в Капаннори, что в шести километрах от Лукки.
О первых годах его жизни сохранилось мало известий, но известно, что с 1561 года он совершенствовался в музыкальном искусстве под руководством Адриана Вилларта в капелле базилики Сан-Марко в Венеции, одном из самых авторитетных музыкальных мест тогдашней Италии. Учился также у Аннибале Падовано, когда тот был кантором в капелле. Массимо Трояно рассказывает в своих Диалогах (Венеция, 1569), что «Джозеппе да Лукка, юноша, достоин многих похвал за свои безграничные достоинства и уважаемые обычаи», и добавляет «в Венеции, когда под руководством мессере Адриана он там был».
Решающим фактором в его артистическом формировании была протекция лукских меценатов Джузеппе Буонвизи и Людовико Пенитези, о чём можно узнать из посвящения к первой печатной работе Гвами — Первой книги мадригалов на пять голосов (Венеция, у А. Гардано, 1565). Находясь в Венеции, Гвами довольно быстро приобрёл широкую известность, о чём свидетельствует значительное количество его произведений, появившихся с 1561 года в антологиях рядом с композициями таких уже прославленных композиторов, как Клаудио Меруло, Андреа Габриели и Аннибале Падовано.
В 1568 году он оставил Венецию и переехал в Баварию, где получил предложение занять место первого органиста при дворе герцога Альбрехта V. Годовое жалованье Гуами составляло 180 флоринов, что было в то время довольно много. Скорее всего, это назначение Гуами получил благодаря протекции Орландо Лассо (тогдашнего руководителя баварской капеллы), который путешествовал из Мюнхена в Венецию в 1567 году. Служба при баварской капелле продолжалась до 1570 года и после трёхлетней паузы, когда он сопровождал Лассо в Италии, с 1574 до 1579 года.
В 1579 году вернулся в Лукку, где стал органистом церкви Сан-Микеле-ин-Форо (Его назначение состоялось ещё в 1574 году, а во время его отсутствия обязанности органиста выполнял Алессандро Карпана).
6 июля того же года вернулся к своему браку с Ортензией Бедин, с которой имел шестерых детей: четырёх сыновей (Николай, Доменико, Винченцо и Валерио) и двух дочерей (Эмилию и Элизабетту (Арриги)). Постоянно проживал в Лукке крайней мере до 1582 года, поскольку сохранились сведения о том, что в этом году ему была назначена правительством ежемесячная субсидия на три года в размере четырёх флоринов, чтобы только он, среди других придворных музыкантов, выходил на службу при каждом приглашении.
В 1585 году занял должность капельмейстера на службе у адмирала Джованни Андреа Дориа в Генуе. Точных деталей его деятельности в этот период не сохранилось, но доподлинно известно, что он слыл как органист и композитор.
30 октября 1588 года был избран первым органистом собора Сан-Марко (где было два органиста, которые работали также как композиторы, под руководством капельмейстера, которым в то время был Джозеффо Царлино). На посту он сменил Винченцо Беллавере. Назначение состоялось благодаря заботам тревизского священника Франческо Сугано, который 1 июля 1588 года послал ходатайство к венецианским прокураторам: «Я никогда не встречал человека более выдающегося и заслуженного, чем господин Джозеф Гвамми Лукезец […] в ремесле музицирования нахожу таким осведомлённым и глубоким, что с миром всех считаю, что он не должен уступить никому другому в Европе» . Учитывая большое уважение к Гвами в Венеции и предложение Сугано освободить его от публичного конкурса, прокураторы совершили назначение напрямую, без дополнительных испытаний, установив годовое жалование в 120 дукатов. Существует лишённая доказательств гипотеза, что в этом назначении композитору способствовала семья Беллавере (Bell’haver), которой в знак благодарности он должен был выплачивать ежегодно определённую сумму денег.
Гвами работал в Венеции до августа 1591 года, когда по смерти Царлино вернулся в Лукку. Причины такого решения остаются неизвестными; как передает Франческо Каффи, Джузеппе «вдруг и без всякого разрешения убрался из Венеции». Возможной причиной было то, что его не назначили преемником Царлино. 15 сентября 1595 года прокураторы издали декрет, в котором он объявлялся утратившим должность.
Между тем 5 апреля 1591 года Гвами заменил Джакопо Корфини на посту органиста церкви Сан-Мартино в Лукке, где находился до смерти, случившейся или в конце 1611, или в первые дни 1612 года.

## Музыка и влияние
Джозеффо Гвами был разносторонним, универсальным музыкантом, работал в различных жанрах: канцона, мотет, мадригал, месса, магнификат, токката.
Сакральная музыка Гвами подверглась влиянию стиля Адриана Вилларта и его наставника в Сан-Марко, Чиприано де Роре, а позже Орландо ди Лассо. Вероятно, Лассо и Гвами были друзьями, поскольку оба работали в Мюнхене и часто путешествовали вместе. В области светской музыки, несомненно под влиянием Никола Вичентино, использовал необычное количество хроматизма и модуляции между далёкими нотами. В органных произведениях, которых сохранилось очень мало (одна пьеса осталась до наших времён в сборнике Джироламо Дируты), наблюдается влияние виртуозного мастерства Адриана Габриэле, но без достижения формальной широты Клаудио Меруло.
Написал большое количество инструментальных канцон, написанных в модном антифонном венецианском стиле, орнаментированных, с использованием совершенно разного материала в различных тематических секциях, однако все они содержат в себе необычный для пребарочной музыки уровень развития мотивов.
Гвами был также знаменитым преподавателем, имея ученика Адриано Банкьери, одного из ключевых композиторов в период перехода к барочной музыке, который в своих Concerti ecclesiastici (1609) гордится тем, что он являлся учеником Синьора Джозеффо Гвами.
Джозеффо Царлино в своих Sopplimenti musicali (1588) определяет Гвами как «выдающегося композитора и приятного органного музыканта». Винченцо Галилеи, прогрессивный теоретик музыки и лютнист (отец астронома Галилео Галилее) писал о музыке, таланте и славе Гвами.